# Bordertown (Fernsehserie, 2016)
Bordertown ist eine US-amerikanische Zeichentrick-Fernsehserie, die im Jahr 2016 auf Fox ausgestrahlt wurde. Sie behandelt das Leben in einer amerikanischen Kleinstadt an der Grenze zwischen Kalifornien und Mexiko. Die Serie wurde von Mark Hentemann geschaffen, der zuvor bei Family Guy tätig war. Die Serie wurde nach nur einer Staffel abgesetzt.

## Handlung
Schauplatz der Serie ist die fiktive Stadt Mexifornia an der mexikanisch-kalifornischen Grenze. Die Hauptakteure sind die Familien des Grenzwächters und Einwanderungsgegners Bud Buckwald und seines Nachbarn Ernesto Gonzalez, eines Einwanderers aus Mexiko, der eine erfolgreiche Gärtnerei führt. Bud hat eine Frau namens Janice und zwei Erwachsene Kinder namens Sanford und Becky sowie eine kleine Tochter namens Gert. Gonzales lebt zusammen mit seiner Frau Maria, seinem erwachsenen Sohn Ruiz, dem kleinen Pepito, sowie seinem Neffen und Collegestudenten J.C. und Ernestos Vater Placido. Ein wichtiges Element der Serie ist das Zusammenleben zwischen Weißen und Hispanics sowie die Einwanderungspolitik der Vereinigten Staaten.

## Episoden
| Nr. (ges.) | Nr. (St.) | Deutscher Titel             | Originaltitel        | Erstausstrahlung USA | Deutschsprachige Erstausstrahlung (D) | Regie              | Drehbuch                             |
| ---------- | --------- | --------------------------- | -------------------- | -------------------- | ------------------------------------- | ------------------ | ------------------------------------ |
| 1          | 1         | Verliebt, verlobt, verbannt | The Engagement       | 3. Jan. 2016         | 16. März 2020                         | Jacob Hair         | Mark Hentemann & Lalo Alcaraz        |
| 2          | 2         | Der Tunnel im Gästeklo      | Borderwall           | 10. Jan. 2016        | 16. März 2020                         | Albert Calleros    | Mark Hentemann & Lalo Alcaraz        |
| 3          | 3         | Um Himmels Willen           | Megachurch           | 17. Jan. 2016        | 23. März 2020                         | Gavin Dell         | Valentina Garza                      |
| 4          | 4         | Trainerstress               | High School Football | 14. Feb. 2016        | 23. März 2020                         | Jack Perkins       | Dan Vebber                           |
| 5          | 5         | Ab ins Reservat             | Groundhog Day        | 21. Feb. 2016        | 30. März 2020                         | Oreste Canestrelli | Kenny Byerly                         |
| 6          | 6         | Der vergeigte Streik        | J.C. Strikes         | 6. März 2016         | 30. März 2020                         | Gavin Dell         | Michael T. Kennedy & Nathaniel Stein |
| 7          | 7         | In den Fängen des Barracuda | Drug Lord            | 3. Apr. 2016         | 6. Apr. 2020                          | Albert Calleros    | Mark Hentemann                       |
| 8          | 8         | Vom Winde verdreht          | Santa Ana Winds      | 10. Apr. 2016        | 6. Apr. 2020                          | Jacob Hair         | Jason Reich                          |
| 9          | 9         | Ein Herz für Gert           | Heart Attack         | 17. Apr. 2016        | 13. Apr. 2020                         | Oreste Canestrelli | Alex Carter                          |
| 10         | 10        | Feuer und Flamme            | Wildfire             | 24. Apr. 2016        | 13. Apr. 2020                         | Jacob Hair         | BJ Porter                            |
| 11         | 11        | Wer zuletzt lacht…          | La Fiesta Noche Show | 8. Mai 2016          | 20. Apr. 2020                         | Ray Claffey        | Vanessa Ramos                        |
| 12         | 12        | Hola Dolly                  | American Doll        | 15. Mai 2016         | 20. Apr. 2020                         | Jack Perkins       | Susan Hurwitz Arneson                |
| 13         | 13        | Viva Coyote                 | Viva Coyote          | 22. Mai 2016         | 27. Apr. 2020                         | Ray Claffey        | Gustavo Arellano                     |

## Produktion und Ausstrahlung
Bordertown wurde von Mark Hentemann erschaffen, der zuvor Autor und Showrunner bei Family Guy war. Die Serie wurde produziert von Hentemann Films, Fuzzy Door Productions und 20th Century Fox. Als Executive Producer walteten Hentemann und der Family-Guy-Kreateur Seth MacFarlane. Von Januar bis Mai 2016 wurde die aus dreizehn Episoden bestehende erste Staffel auf Fox ausgestrahlt. Wegen schlechter Quoten beschloss Fox keine weitere Staffel in Auftrag zu geben. Zu einer Veröffentlichung in Deutschland kam es im März und April 2020 auf ProSieben Fun.

## Sprecher
| Figur            | Originalsprecher   | Deutscher Sprecher  |
| ---------------- | ------------------ | ------------------- |
| Bud Buckwald     | Hank Azaria        | Michael Pan         |
| Ernesto Gonzalez | Nicholas Gonzalez  | Bernd Vollbrecht    |
| J.C. Gonzalez    | Nicholas Gonzalez  | Marius Clarén       |
| Sanford Buckwald | Judah Friedlander  | Sebastian Schulz    |
| Gert Buckwald    | Missi Pyle         | Friedel Morgenstern |
| Becky Buckwald   | Alex Borstein      | Maria Koschny       |
| Janice Buckwald  | Alex Borstein      | Maria Böhme         |
| El Coyote        | Carlos Alazraqui   | Sebastian Jacob     |
| Maria Gonzalez   | Stephanie Escajeda |                     |
| Steve Hernandez  | John Viener        | Christian Weygand   |
| Carlos Sanchez   | Zach Villa         | Robert Levin        |
| Darryl           | Mark Hentemann     | Lutz Schnell        |

## Rezeption
Die Rezensionsseite Rotten Tomatoes zählte für Bordertown sechs positive und elf negative Kritiken (Stand Februar 2018). Für die Seite Metacritic waren drei Rezensionen positiv, sieben gemischt und fünf negativ (Stand Februar 2018).